# Perils of the Deep Blue
Perils of the Deep Blue är det norska gothic metal-bandet Sirenias sjätte studioalbum, utgivet 2013 av skivbolaget  Nuclear Blast. Albumet mixades och mastrades av Endre Kirkesola i Dub Studios i Norge.

## Låtförteckning
1. "Ducere Me in Lucem" – 3:33
2. "Seven Widows Weep" – 6:57
3. "My Destiny Coming to Pass" – 5:16
4. "Ditt endelikt" – 6:10
5. "Cold Caress" – 5:57
6. "Darkling" – 5:53
7. "Decadence" – 4:58
8. "Stille kom døden" – 12:42
9. "The Funeral March" – 5:34
10. "Profound Scars" – 6:09
11. "A Blizzard Is Storming" – 4:53

- Text & musik: Morten Veland

## Medverkande
Musiker (Sirenia-medlemmar)
- Morten Veland – sång, gitarr, keyboard, basgitarr, trummor, theremin, mandolin, ukulele, munspel, tramporgel, flöjt, programmering
- Ailyn – sång

Bidragande musiker
- Joakim Næss – sång (spår 4)
- Damien Surian – kör
- Mathieu Landry – kör
- Emmanuelle Zoldan – kör
- Emilie Bernou – kör

Produktion
- Morten Veland – producent, ljudtekniker
- Endre Kirkesola – ljudmix, mastering
- Wendy van den Bogert – omslagsdesign, omslagskonst
- Tom Knudsen – foto